# Librazhd
Librazhd este un oraș din Albania.